# Ninjago: De Drakenstrijd
Ninjago: De Drakenstrijd is een Canadees-Deense animatieserie geproduceerd door Lego. Het is de opvolger van Ninjago, die werd geproduceerd van 2011 tot 2022. De serie ging op 1 juni 2023 in première op Netflix.

## Plot
Na de versmelting van alle 17 rijken bevinden de ninja's zich in een compleet nieuwe omgeving en ontmoeten ze nieuwe bondgenoten.

## Personages
- Arin is een normale ninja die na de versmelting Sora ontmoet en zichzelf Spinjitzu leert, waardoor hij Lloyd ontmoet.
- Sora is een Imperian die na de versmelting uit het Imperium is gevlucht en Arin ontmoet. Als Sora met Arin Lloyd ontmoet, blijkt dat zij de elementaire meester van de technologie is.
- Riyu is de draak van Arin, Sora en Wyldfyre, die ze redden als hij wordt opgejaagd door de klauwen van het Imperium.
- Lloyd is de groene ninja, meester van Arin en Sora en de elementaire meester van energie.
- Kai is de rode ninja, broer van Nya en de elementaire meester van vuur. Na de versmelting belandt hij op een onbekend eiland.
- Nya is de blauwe ninja, de zus van Kai, de goede vriendin van Jay en de elementaire meester van het water. Na de versmelting belandt ze in het rijk van de waanzin.
- Cole is de zwarte ninja en de elementaire meester van de aarde. Na de versmelting belandt hij in het Land van Verloren Dingen.
- Zane is de witte ninja, een robot (meestal een nindroid genoemd) en de elementaire meester van het ijs. Na de versmelting belandt hij in Imperium.
- Wyldfyre is de geadopteerde dochter van een draak en de elementaire meester van de hitte. Na de versmelting wordt ze gevangen genomen door de klauwen van het Imperium.
- Meester Wu was de meester van de Ninja en de elementaire meester van de creatie. Hij sterft blijkbaar tijdens de versmelting en blijft de ninja's helpen als een geest.